# William Klein
William Klein (New York, 19 april 1926 – Parijs, 10 september 2022) was een Amerikaans-Franse fotograaf en filmmaker.

## Carrière
Klein stond bekend om zijn ironische benadering van beide media en om zijn ongewone fotografische technieken in pers-, mode- en straatfotografie. Hij stond op plaats vijfentwintig op de in 2012 door Professional Photographer Magazine samengestelde lijst van de honderd invloedrijkste fotografen.
Klein experimenteerde in de loop van zijn carrière met veel verschillende brandpuntsafstanden, maar hij werd vooral bekend om zijn van dichtbij genomen foto's met groothoeklenzen tussen 21 mm en 28 mm. De aanzienlijke vervorming die daarbij soms optrad nam hij er gewoon bij. Klein nam risico's om zijn medium ten volle te kunnen benutten, waardoor hij afstand nam van de generatie straatfotografen die Henri Cartier-Bresson als model namen. Hij verkende op verschillende manieren de mogelijkheden van film, afdruk en papier, en experimenteerde met belichting en compositie.

## Prijzen
- 1957: Prix Nadar voor New York
- 1967: Prix Jean Vigo
- 1990: Hasselblad Award
- 1999: Centenary Medal and Honorary Fellowship (HonFRPS) van de Royal Photographic Society.[1]
- 2012: Outstanding Contribution to Photography Award, Sony World Photography Awards.[2]

1980 Lennart Nilsson · 1981 Ansel Adams · 1982 Henri Cartier-Bresson · 1984 Manuel Álvarez Bravo · 1985 Irving Penn · 1986 Ernst Haas · 1987 Hiroshi Hamaya · 1988 Edouard Boubat · 1989 Sebastião Salgado · 1990 William Klein · 1991 Richard Avedon · 1992 Josef Koudelka · 1993 Sune Jonsson · 1994 Susan Meiselas · 1995 Robert Häusser · 1996 Robert Frank · 1997 Christer Strömholm · 1998 William Eggleston · 1999 Cindy Sherman · 2000 Boris Mikhailov · 2001 Hiroshi Sugimoto · 2002 Jeff Wall · 2003 Malick Sidibé · 2004 Bernd en Hilla Becher · 2005 Lee Friedlander · 2006 David Goldblatt · 2007 Nan Goldin · 2008 Graciela Iturbide · 2009 Robert Adams · 2010 Sophie Calle · 2011 Walid Raad · 2012 Paul Graham · 2013 Joan Fontcuberta · 2014 Miyako Ishiuchi · 2015 Wolfgang Tillmans · 2016 Stan Douglas · 2017 Rineke Dijkstra · 2018 Oscar Muñoz · 2019 Daidō Moriyama
- Bibsys: 90961073
- Biblioteca Nacional de España: XX1006390
- Bibliothèque nationale de France: cb12315271f (data)
- CiNii: DA08328018
- Gemeinsame Normdatei: 118889435
- International Standard Name Identifier: 0000 0001 1478 0501
- Library of Congress Control Number: n81070576
- MusicBrainz: f18d9f9f-79f0-465a-a6bf-52c27ef63739
- Bibliotheek van het Japanse parlement: 00469640
- Nationale Bibliotheek van Tsjechië: xx0331398
- Nationale Bibliotheek van Israël: 987007517036705171
- Nationale en Universitaire bibliotheek Zagreb: 000175419
- Nederlandse Thesaurus van Auteursnamen: 068916450
- PIC: 1675
- RKD-Nederlands Instituut voor Kunstgeschiedenis: 99600
- Istituto Centrale per il Catalogo Unico: CFIV006638
- LIBRIS: 360940
- SNAC: w6hm8nk6
- Système universitaire de documentation: 03204867X
- Trove: 894177
- Union List of Artist Names: 500022474
- Virtual International Authority File: 95819682
- WorldCat: E39PBJqbkGQWQRPMQpPp6mBpT3